# Tilgmans keramik
Tilgmans keramik var en keramikverkstad utanför Göteborg, verksam cirka år 1948–1975 under ledning av dess grundare Paul Harald Tilgmann (1904–1974). Tilgmans keramik är främst kända för föremål som är dekorerade med så kallad sgraffito-teknik, samt för djurfigurer.

## Historia
Paul Harald Tilgmann hade i likhet med andra medlemmar av familjen Tilgmann i Helsingfors konstnärliga anlag. Han flyttade 1945 från Helsingfors till Göteborg och verkade som idrottsmassör. Hans konstnärliga ambitioner ledde till att han blev keramiker och startade Tilgmans keramik i Utbynäs utanför Göteborg år 1948. De första åren tillverkade keramikverkstaden främst djurfigurer. År 1953 anställdes Marian Zawadzki (1912-1978), en polsk flykting som hade kunskaper om sgraffitotekniken. Med denna teknik framställdes de produkter som Tilgmans främst förknippas med än idag. Verksamheten flyttade till en ny fabrik i Kortedala år 1957, och fick sin storhetstid på 1960-talet då cirka 80 personer arbetade på fabriken. 
Tilgmans gods hade i början av 1970-talet blivit grövre och mörkare till utseendet, och tillverkningen flyttades till Londonderry på Irland år 1971. Ett femtontal personer arbetade dock fortfarande med att färdigställa godset i Göteborg. 
Tilgmans keramik lade ned sin verksamhet kort efter Paul Harald Tilgmanns död år 1974. Han är gravsatt i Tilgmanns familjegrav i Helsingfors. 
Harry Tilgmanns svärdotter Marianne Tilgmann tillverkade senare, fristående från det tidigare Tilgmans, keramik signerad "Marianne Tilgman".